# مرخصی سباتیک
مرخصی سباتیک (از کلمه عبری شبات، שַׁבָּת Šabat به معنای استراحت)(به انگلیسی: sabbatical)، یک دوره استراحت یا وقفه از کار است. این مفهوم بر اساس شمیتا (سال سباتیک) در کشاورزی است. بر اساس لاویان ۲۵، یهودیان در سرزمین اسرائیل باید هر هفت سال یک بار از کار در مزارع استراحت کنند.
از سال ۱۸۸۰ دانشگاه هاروارد و بسیاری از دانشگاه‌ها و سایر سازمان‌ها، فرصت مرخصی سباتیک با حقوق را به عنوان مزایای کارمندی ارائه می‌کنند. سیاست‌های اولیه مرخصی سباتیک دانشگاهی برای کمک به استراحت و بازیابی اعضای هیئت علمی و برای تسهیل «پیشرفت‌های دانش در جای دیگر» برای اساتید و به‌طور کلی آموزش دانشگاهی ارائه شدند. مرخصی‌های سباتیک دانشگاهی که با عنوان فرصت مطالعاتی نیز شناخته می‌شوند، معمولاً افراد را از وظایف روزمره تدریس و بخش‌های مربوطه معاف می‌کنند و تنها انتظار می‌رود که پیشرفت در تحقیقات ادامه یابد. مرخصی‌های سباتیک دانشگاهی به صورت ترم‌های نیم‌سال یا سالانه ارائه می‌شوند.
همچنین مرخصی سباتیک به معنای یک وقفه طولانی و عمدی از حرفه برای غیر دانشگاهیان است. برای مرخصی‌های سباتیک غیر دانشگاهی یا حرفه‌ای، هنجارها و انتظارات بسیار کمی وجود دارد. این مرخصی‌ها می‌توانند با حقوق یا بدون پرداخت حقوق، وابسته به کارفرما یا خودمختار باشند، و دارای مدت‌های متنوعی از چند هفته تا بیش از یک سال باشند.